# Чудновец, Николай Иосифович
Николай Иосифович Чудновец (26 декабря 1923, Троицкое, Воронежская губерния — 2000, Сватово, Луганская область) — старший радист 64-го отдельного гвардейского истребительно-противотанкового дивизиона (57-я гвардейская стрелковая дивизия, 8-я гвардейская армия, 1-й Белорусский фронт), полный кавалер ордена Славы, гвардии сержант (на момент представления к награждению орденом Славы 1-й степени).

## Биография
Родился 26 декабря 1923 года в селе Троицкое Троицкого района Луганской области. Работал в колхозе имени Кирова.
В Красной Армии с 1941 года. В боях Великой Отечественной войны с декабря 1941 года. Воевал на Сталинградском и Донском фронтах, участвовал в Сталинградской битве, освобождении Донбасса и левобережной Украины. В сентябре-октябре 1943 года участвовал в форсировании Днепра. Освобождал южную Украину в ходе Никопольско-Криворожской, Березнеговато-Снигирёвской и Одесской операций.
1 августа 1944 года на левом берегу реки Висла обеспечил бесперебойную связь командованию с артиллеристами, находившимися на плацдарме. 8 августа 1944 года за мужество, проявленное в боях с врагом, гвардии младший сержант Чудновец награждён орденом Славы 3-й степени.
14 января в бою близ населённого пункта Гловачув под огнём неприятеля устранил поломку рации и передал все команды по управлению огнём артиллерии в бою. В ходе наступления неоднократно восстанавливал повреждённую линию связи. 17 февраля 1945 года гвардии сержант Чудновец награждён орденом Славы 2-й степени.
27 апреля 1945 года в боях за город Берлин в условиях сильного противодействия противника устранил более 10 порывов на телефонной линии связи. Восстанавливая повреждённую линию, Чудновец столкнулся с группой вражеских солдат и вступил с ними в схватку. Огнём из автомата уничтожил шесть гитлеровцев, несколько взял в плен.
15 мая 1946 года за мужество, отвагу и героизм гвардии сержант Чудновец Николай Иосифович награждён орденом Славы 1-й степени.
В 1947 году демобилизован. Жил в селе Ново-Ивановка Луганской области. Умер в 2000 году.